# KH-9

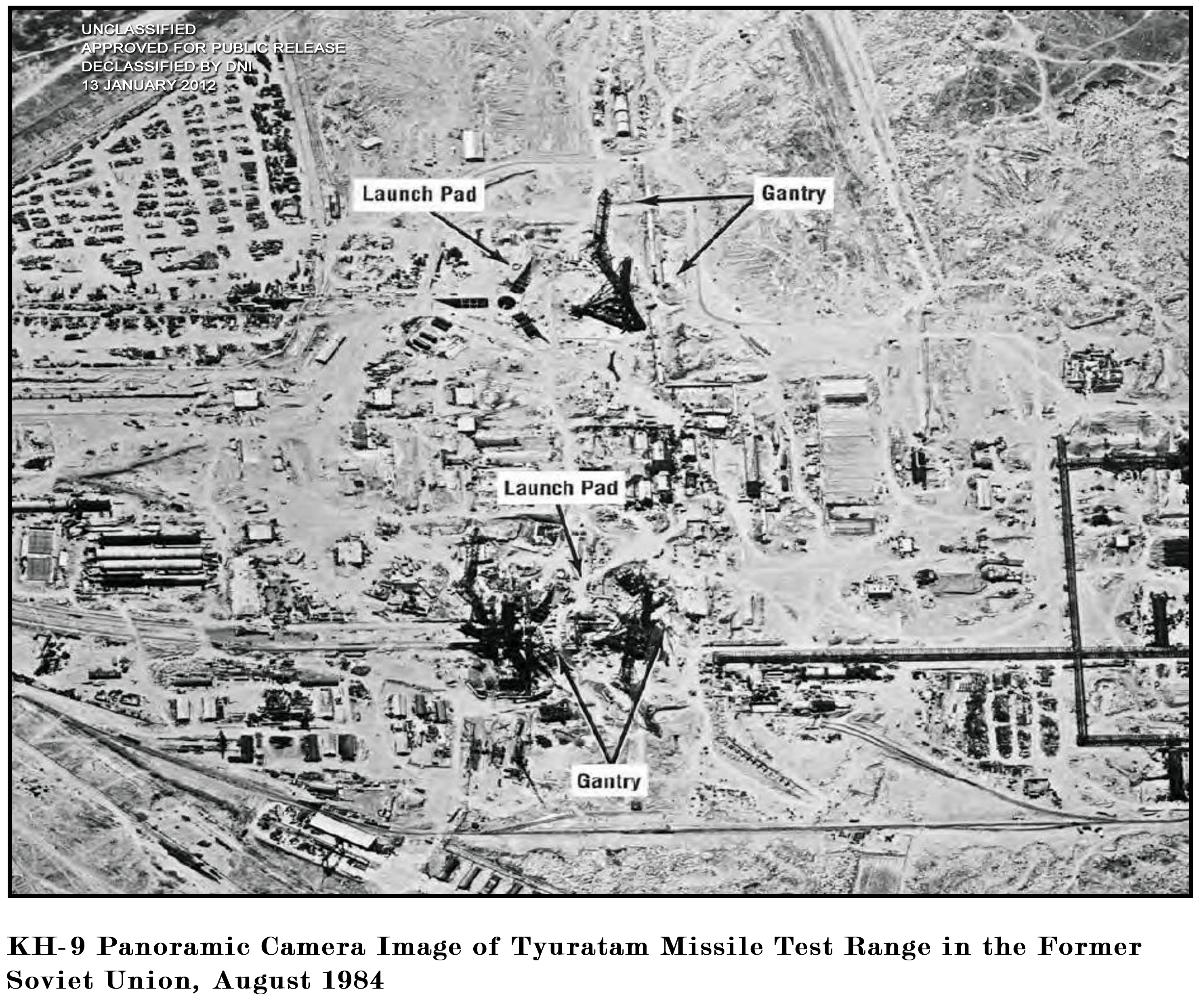
Installations de lancement de missile situées sur la base de Baïkonour photographiées par un KH-9 en août 1984.

La série de satellites espions Keyhole 9, ou KH-9, de nom de code Hexagon et informellement surnommée « Big Bird », a été produite aux États-Unis, entre 1971 et 1986.
Il n'y eut qu'un seul échec sur les 20 lancements effectués. Leur fabrication était assurée par Lockheed. Les chambres photographiques étaient conçues par Itek et réalisées par Perkin-Elmer.

## Caractéristiques techniques
Les KH-9 ont été conçus au début des années 1960 afin de remplacer les Corona. Le but était de photographier de vastes régions avec une résolution moyenne. Chaque satellite embarquait deux chambres photographiques. Une fois exposé, le film était éjecté vers la Terre où il était recueilli en vol par avion. La plupart des missions pouvait éjecter quatre capsules de film.
La durée de vie de chaque satellite a augmenté tout au long de la série, les missions les plus longues atteignant 275 jours. La plupart des satellites avaient une masse de 11 400 kg ou de 13 300 kg.
Les missions 1205 à 1216 comportaient en plus une chambre cartographique d'une résolution relativement basse de 9,1 m au sol. La quasi-totalité de la Terre a été imagée par cette chambre. La plupart des 29 000 photos, de 3 400 km2 chacune, a été déclassifiée en 2002. Certaines photos d'Israël, ainsi que toutes les photos prises par les autres chambres restent classifiées à ce jour.

## Lancements
| Nom    | Mission | Lancé le         | ID NSSDC  | Autre nom            | Lanceur    |
| ------ | ------- | ---------------- | --------- | -------------------- | ---------- |
| KH9-1  | 1201    | 15 juin 1971     | 1971-056A | OPS 7809             | Titan IIID |
| KH9-2  | 1202    | 20 janvier 1972  | 1972-002A | OPS 1737             | Titan IIID |
| KH9-3  | 1203    | 7 juillet 1972   | 1972-052A | OPS 7293             | Titan IIID |
| KH9-4  | 1204    | 10 octobre 1972  | 1972-079A | OPS 8314             | Titan IIID |
| KH9-5  | 1205    | 9 mars 1973      | 1973-014A | OPS 8410             | Titan IIID |
| KH9-6  | 1206    | 13 juillet 1973  | 1973-043A | OPS 8261             | Titan IIID |
| KH9-7  | 1207    | 10 novembre 1973 | 1973-088A | OPS 6630             | Titan IIID |
| KH9-8  | 1208    | 10 avril 1974    | 1974-020A | OPS 6245             | Titan IIID |
| KH9-9  | 1209    | 29 octobre 1974  | 1974-085A | OPS 7122             | Titan IIID |
| KH9-10 | 1210    | 8 juin 1975      | 1975-051A | OPS 6381             | Titan IIID |
| KH9-11 | 1211    | 4 décembre 1975  | 1975-114A | OPS 4428             | Titan IIID |
| KH9-12 | 1212    | 8 juillet 1976   | 1976-065A | OPS 4699             | Titan IIID |
| KH9-13 | 1213    | 27 juin 1977     | 1977-056A | OPS 4800             | Titan IIID |
| KH9-14 | 1214    | 16 mars 1978     | 1979-029A | OPS 0460             | Titan IIID |
| KH9-15 | 1215    | 16 mars 1979     | 1979-025A | OPS 3854             | Titan IIID |
| KH9-16 | 1216    | 18 juin 1980     | 1980-052A | OPS 3123             | Titan IIID |
| KH9-17 | 1217    | 11 mai 1982      | 1982-041A | OPS 5642             | Titan IIID |
| KH9-18 | 1218    | 20 juin 1983     | 1983-060A | OPS 0721             | Titan 34D  |
| KH9-19 | 1219    | 25 juin 1984     | 1985-065A | USA 2                | Titan 34D  |
| KH9-20 | 1220    | 18 avril 1986    | 1986-F03  | (échec au lancement) | Titan 34D  |